# Kouhistan
Le Kouhistan, Kûhestân ou Qûhistân désigne une région aride correspondant au sud du Khorassan médiéval à cheval sur la frontière actuelle de l'Iran, du Pakistan et de l'Afghanistan. En persan le mot Kûhestân signifie Pays Montagneux.
Cette région isolée est aussi un point de passage entre les Indes et le Moyen-Orient d'est en ouest et du golfe Persique au nord de l'Iran sur l'axe nord-sud. Son isolement et son relief montagneux en ont fait aussi une région de refuge pour des minorités voulant échapper à des persécutions comme les ismaéliens.
De nos jours, le nom est conservé dans les divisions administratives suivantes :
- Afghanistan :
  - district du Kouhistan, dans la province de Badakhchan ;
  - district du Kouhistan, dans la province de Faryab ;
  - district du Kouhistan, dans la province de Kapisa, aujourd'hui
- Pakistan : district du Kohistan, dans la province de Khyber Pakhtunkhwa